# Ефект піци
Ефект піци або піца-ефект (англ. Pizza effect) — поняття, що використовується в релігієзнавстві, соціології релігії та соціальній (культурній) антропології для опису явища окремих складових культури будь-яких нації або народу, які, опинившись в іншому соціальному середовищі, пережили трансформацію  і потім знову повернулися в материнську культуру, або способу, за допомогою якого відбувається вплив на культурну самоідентифікацію з боку впроваджених ззовні джерел.

## Історія
Назву запропонував у 1970 році австрійсько-американський індолог і антрополог Агеханандою Бхараті (Леопольдом Фішером). Він порівняв це явище з історією традиційної італійської страви — піци, яка на його думку в самій Італії була простим коржиком і їжею найбідніших верств населення. Однак після того, як італійські емігранти переселилися в США, її начинка ускладнилася, а сама піца не тільки стала популярною їжею серед американців, а й, повернувшись на свою історичну батьківщину, стала сприйматися як делікатес в італійській кухні. Знання Бхараті про історію піци та демографічні показники італійських американців були неправильними (див. статтю «Історія піци»), але цей термін прижився.

## Приклади ефекту піци
Бхараті наводив такі приклади ефекту піци:
- Трилогія про Апу [en] індійського режисера Сатьяджита Рая, яка провалилася в прокаті в Індії до того, як була відзначена нагородами в західному світі і потім переоцінена на батьківщині, ставши класикою індійського кінематографа.
- Популярність в Індії Шрі Ауробіндо, Свамі Вівеканади, Махаріші Махеш Йогі, Сатья Саі Баби,  Чинмаянанди Сарасваті [en] і Міжнародного товариства свідомості Крішни обумовлена їх первісною популярністю на Заході.
- Популярність йоги, різних гуру та інших складових індійських релігійних систем і навчань спочатку набула широкого поширення і визнання на Заході.
- Звеличення місця Бхагавадгіти в індуїзмі, де вона хоча і цінувалася завжди високо, але отримала своє нинішнє становище після того, як люди з Заходу спробували визначити в цій релігійній традиції єдину канонічну «Біблію індуїзму».

Американський буддолог Стівен Дженкінс звертає увагу на те, що буддистський модернізм (або протестантський буддизм) створений західними людьми, які «взяли його за породження Шрі Ланки», і потім через Анагаріка Дхармапалу і Теософське суспільство вплинули як на власне буддизм в Шрі-Ланці, так і на поширення буддизму в Індії і на Заході.
Американський індолог Девід Гордон Вайт вказує на що мав місце вплив перекладів Товариства палійських текстів на буддизм Південній Азії.
Американський сходознавець Олівер Ліман зазначає, що релігійна думка Аверроеса, сприйнята в XIX столітті деякими європейськими вченими, як, наприклад Ернест Ренан, надалі вплинула на епоху Нахда в арабському світі.
Британський історик — арабіст Марк Седжвік відзначав, що ісламістський тероризм і терористи-смертники можуть розглядатися як приклади того, як особисті тлумачення окремими течіями ідеї шахіда, або мучеництва за віру, потім були привнесені у великий мусульманський світ.
Американський сходознавець Аніта Муннур звертає увагу на те, що така популярна в індійській кухні страва, як курка тікка масала спочатку виникла в британській кухні.

## Зворотний ефект піци
Релігієзнавець Йорн Броуп висловлював думку про «перевернутий ефект піци», коли зміни, що відбулися під впливом однієї культури, потім повертаються в неї назад, наводячи як приклад німецького філософа Мартіна Гайдеґґера, який «скоріше за все був сильно натхнений східною думкою — східна думка була представлена їм через „протестантські“ або „західні“ очі», хоча і зробив застереження, що «подібна трансформація, природно, не є самобутнім явищем в релігієзнавстві, де осмислення, переосмислення і придумування розглядаються як загальні характеристики релігії».
Своєю чергою Стівен Дженкінс писав, що «американські туристи, які полюбляють піцу, вирушаючи до Італії мільйонами, шукали справжню італійську піцу. Італійці, відповідаючи на цей попит, створили піцерії для задоволення американських сподівань. Бувши в захваті від відкриття „споконвічної“ італійської піци, американці згодом відкрили мережі „споконвічних“ італійських піцерій з цегляними печами. Отже, американці зустріли своє власне відображення в іншому і були у захваті».